# Asplenium wangii
Asplenium wangii là một loài thực vật có mạch trong họ Aspleniaceae. Loài này được C.M. Kuo miêu tả khoa học đầu tiên năm 1988.